# Лоррейн Крепп
Лоррейн Крепп (англ. Lorraine Crapp, 1 жовтня 1938) — австралійська плавчиня.
Олімпійська чемпіонка 1956 року, призерка 1960 року.
Переможниця Ігор Співдружності 1954, 1958 років.